# بين بولاك
بين بولاك (بالإنجليزية: Ben Polak)‏ هو اقتصادي بريطاني، ولد في 22 ديسمبر 1961.